# Bahnradsport-Weltmeisterschaften 1893

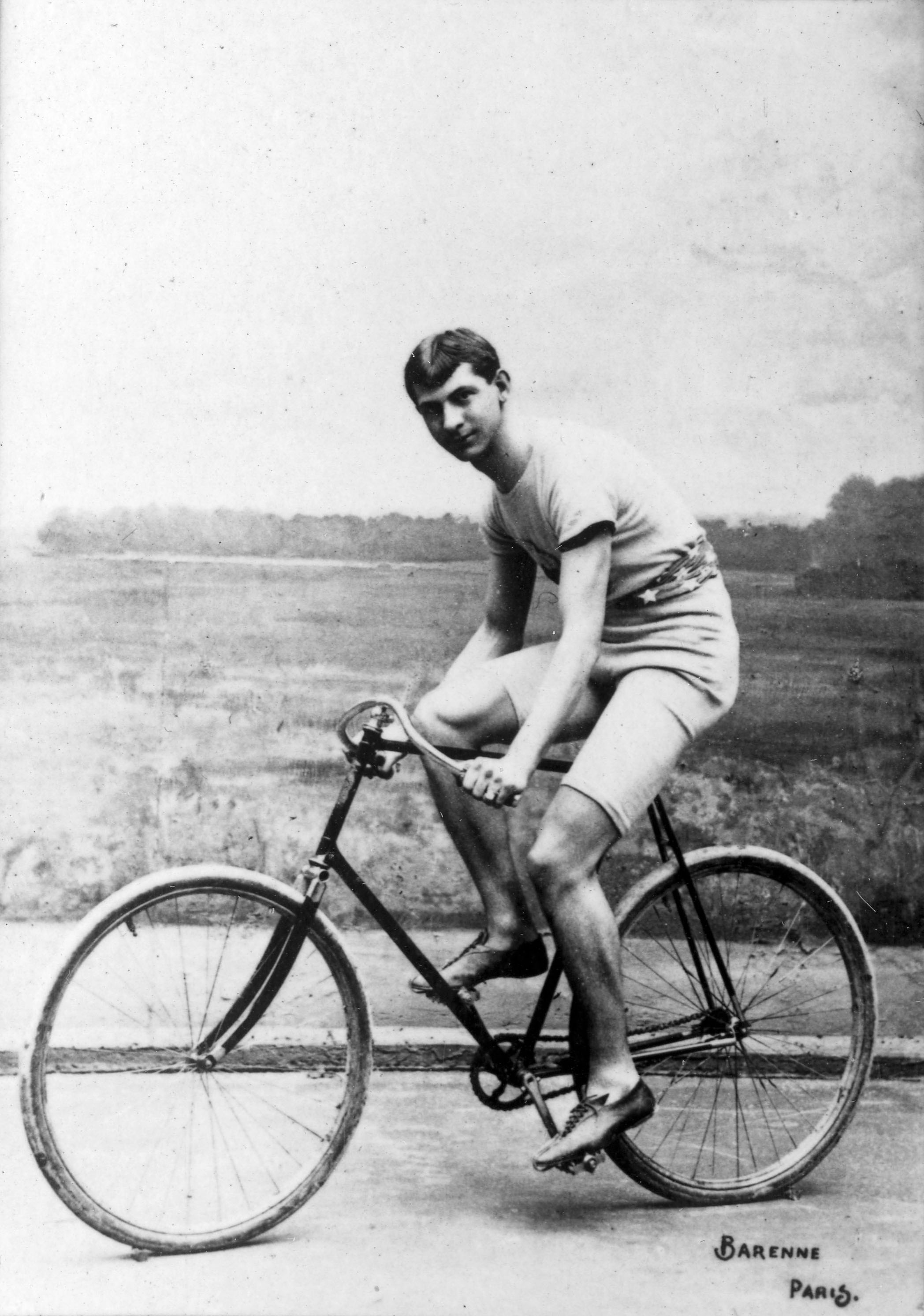
Arthur Augustus Zimmerman wurde erster Rad-Weltmeister.

Die Bahnradsport-Weltmeisterschaften 1893 fanden am 11. und 12. August 1893 anlässlich der Columbia-Weltausstellung (World’s Columbian Exposition) in Chicago unter der Aufsicht der International Cyclists' Association (ICA), einer Vorgängerorganisation der heutigen Union Cycliste Internationale (UCI), statt. Sie waren die ersten offiziellen Weltmeisterschaften im Radsport.
Es wurden drei Rennen für Amateure ausgetragen. Ein Rennen ging über 10 km (mit 2 unmotorisierten Schrittmachern). Am Start waren US-amerikanische und kanadische Rennfahrer sowie der Südafrikaner Laurens Smitz Meintjes. Bei einem zweiten Rennen über die Kurzstrecke von 1 Meile (Sprint) waren nur Amerikaner und Kanadier am Start. Der Sieger des Rennens erhielt eine goldbestickte Standarte, auf der die Wappen aller teilnehmenden Verbände vertreten waren.
Der Südafrikaner Meintjes gewann das Steherrennen über 62 Meilen hinter mehrsitziger Schrittmacherführung (ohne Motor), das als erste inoffizielle WM in dieser Disziplin angesehen wird.
| Disziplin                  | Platz | Land                     | Athlet                    |
| -------------------------- | ----- | ------------------------ | ------------------------- |
| 1 Meile (Sprint)           | 1     | Vereinigte Staaten       | Arthur Augustus Zimmerman |
|                            | 2     | Vereinigte Staaten       | John S. Johnson           |
|                            | 3     | Vereinigte Staaten       | John Patrick Bliss        |
| 10-km-Rennen               | 1     | Vereinigte Staaten       | Arthur Augustus Zimmerman |
|                            | 2     | Vereinigte Staaten       | John Patrick Bliss        |
|                            | 3     | Vereinigte Staaten       | John S. Johnson           |
| Steherrennen (inoffiziell) | 1     | Südafrikanische Republik | Laurens Smitz Meintjes    |
|                            | 2     | Vereinigte Staaten       | Ernst Emil Ulbricht       |